# Joachim Meisner

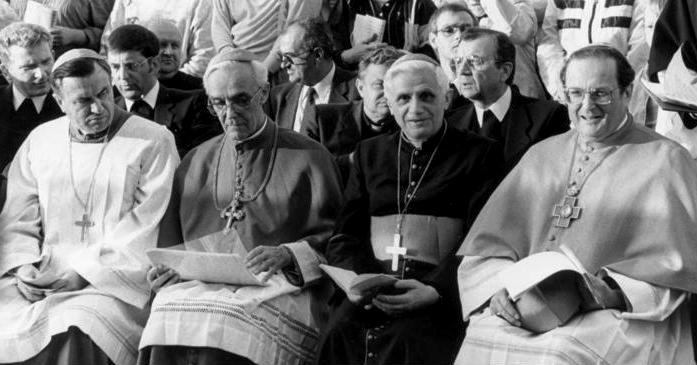
Joachim Meisner a la dreta amb (des de l'esquerra) el bisbe Karl Lehmann, el bisbe Gerhard Schaffran i el cardenal Joseph Ratzinger a la Trobada Catòlica de Dresden de 1987

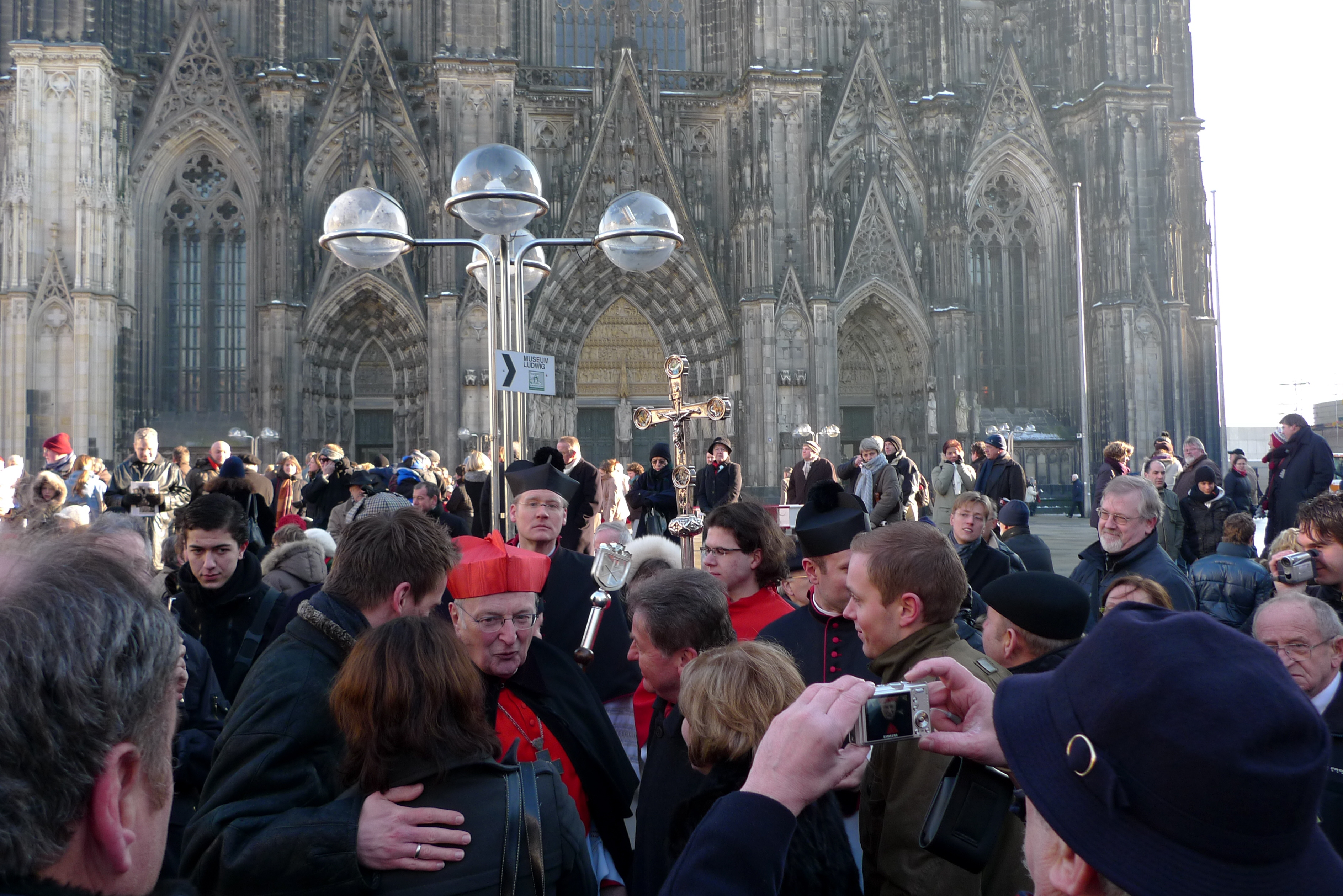
Al 75è aniversari del cardenal, davant del sagrari de la catedral (11 de gener de 2009)

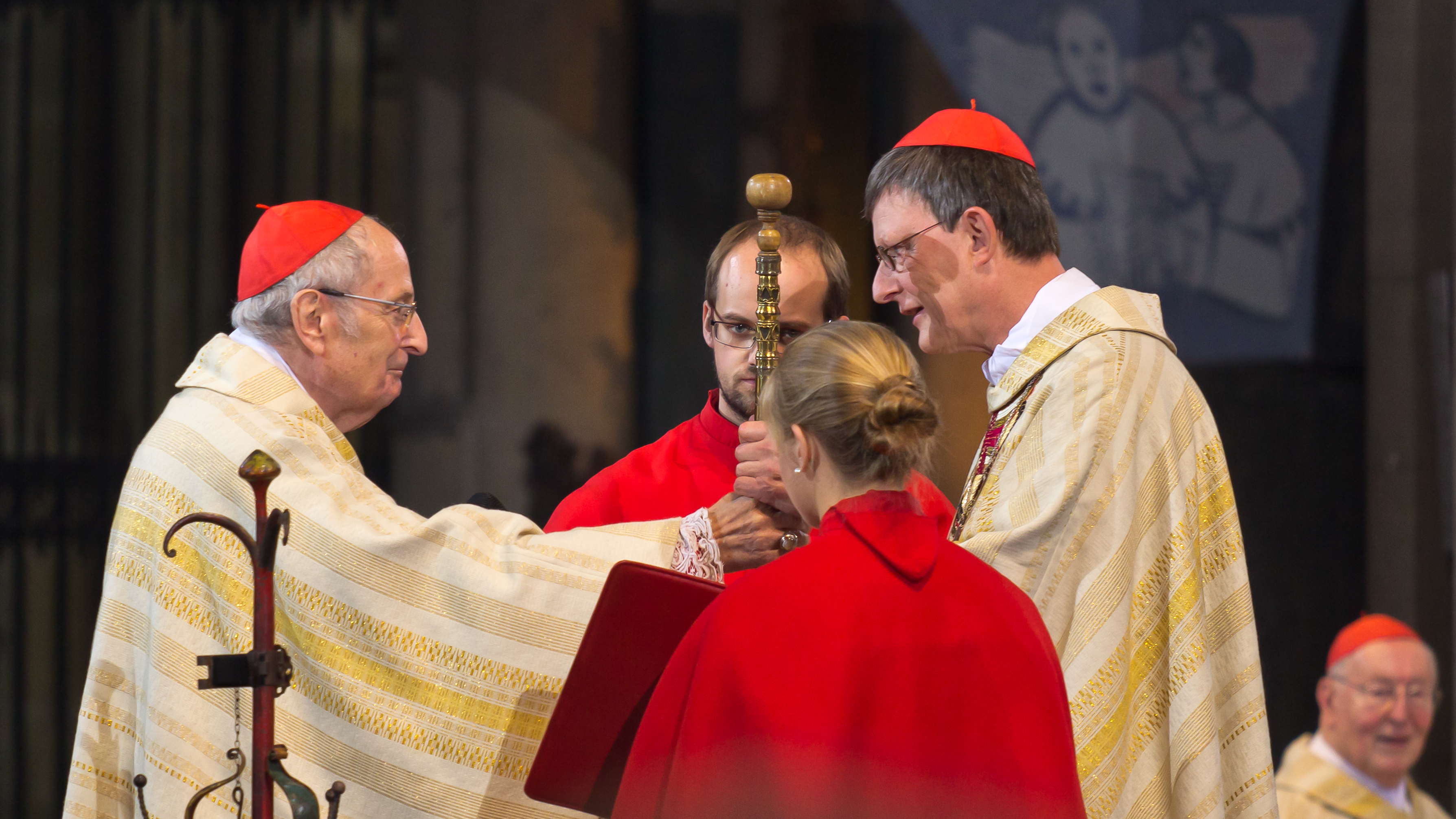
El cardenal Meisner deixà el govern de l'arquebisbat de Colònia al cardenal Woelki (20 de setembre de 2014)

Joachim Meisner (Breslau, 25 de desembre de 1933 - Bad Füssing, Baviera, 5 de juliol de 2017) fou un cardenal alemany de l'Església catòlica. Fou l'arquebisbe emèrit de Colònia, on serví des de 1989 fins que la seva dimissió va ser acceptada pel Papa Francesc per motius d'edat, el 2014. Prèviament serví com a bisbe de Berlín entre 1980 i 1989, sent creat cardenal al 1983. Fou considerat la principal figura catòlica conservadora alemanya de principis del segle xxi.

## Biografia

### Joventut i ordenació
Meisner va néixer a Breslau, que llavors formava part d'Alemanya. Estudià al seminari d'Erfurt entre 1959 i 1962, sent ordenat diaca el 8 d'abril de 1962. El 22 de desembre de 1962 va ser ordenat al presbiterat per Josef Freusberg, bisbe auxiliar de Fulda.
Entre 1963 i 1975, Meisner serví com a rector a la parròquia de St. Giles a Heiligenstadt i de la Santa Creu a Erfurt. També serví com a director diocesà de Càritas. Durant el seu ministeri pastoral segui els seus estudis a la Pontifícia Universitat Gregoriana de Roma, on va obtenir el seu doctorat en teologia al 1969.

### Bisbe
Al 1975 va ser elegit bisbe titular de Vina i bisbe auxiliar per a l'administrador apostòlic d'Erfurt-Meiningen. Com a bisbe auxiliar d'Erfurt, signà el primer acord entre l'Església i l'Estat basat en la Constitució de la República Democràtica d'Alemanya de 1963.
Va ser elegit com a delegat pel Quart Sínode de Bisbes al Vaticà al 1977, on renovà la seva amistat amb el cardenal Karol Wojtyła. Després que Wojtyła fos elegit papa Joan Pau II, nomenà Meisner bisbe de Berlín al 1980, i el proclamà cardenal prevere de Santa Pudenziana al consistori del 2 de febrer de 1983.
Al 1988, després de la mort de Joseph Höffner, Meisner va ser promogut al càrrec d'arquebisbe de Colònia, càrrec que ocuparia fins al 2014. Va ser un dels cardenals electors que van participar en el conclave de 2005, on es trià el Papa Benet XVI.
Al març del 2000, el Papa Joan Pau II li va escriure una carta en alemany amb motiu del 25è aniversari de la seva ordenació episcopal.
El cardenal Meisner va ser el bisbe encarregat del XX Dia Mundial de la Joventut de l'agost de 2005, celebrat a l'arxidiòcesi de Colònia i on es reuní més d'un milió de persones. Com a cap de l'arxidiòcesi més gran i forta d'Alemanya, Meisner assolí una posició moral i social molt significativa.
Meisner regularment viatjà al Vaticà per trobar-se amb el Papa Benet XVI.
El 21 d'octubre de 2013 es trobà amb el Papa Francesc.
El 18 de setembre de 2012, el cardenal Meisner va ser elegit pel Papa Benet XVI com a Pare Sinodal per a la imminent Assemblea General Ordinària d'octubre de 2012 del Sínode de Bisbes.
Al febrer del 2013 el cardenal Meisner aprovà l'ús d'algunes píndoles del dia després per a les víctimes de violació, després que anunciés que no induïa a l'avortament i que podien ser usades a hospitals catòlics. Alterà la seva política després que dos hospitals catòlics rebutgessin un tractament a una víctima de violació en no poder prescriure la píndola. L'Església catòlica s'oposa fermament a l'avortament i al control de natalitat artificial. Molts catòlics veuen totes les mesures de contracepció d'emergència com l'avortament induït per pastilles prohibida per aquesta política, però Meisner va dir que alguna prevenció sobre la fertilització es podria emprar en casos de violació: «La Conferència Episcopal Alemanya celebrarà una reunió regular en dues setmanes, i la qüestió estarà a l'agenda», afirmà la portaveu de l'arxidiòcesi de Colònia Nele Harbeke.
El cardenal Meisner participà en el conclave de 2013 que escollí el Papa Francesc. A la inauguració del Papa Francesc, el cardenal Meisner va ser un dels sis cardenals que van fer l'acte públic d'obediència en nom del Col·legi de Cardenals 
El 25 de desembre de 2013, en complir els 80 anys, el cardenal Meisner va perdre el dret a participar en qualsevol conclave futur. El mateix dia presentà al Papa la seva renúncia, la qual va ser acceptada. El 28 de febrer de 2014 va tenir efecte la seva dimissió com a arquebisbe; i Stefan Heße passà a governar la diòcesi com a administrador diocesà fins que el Papa nomenés un successor.
El 19 de juny de 2015 el Papa Francesc el nomenà el seu enviat especial a la celebració de la inauguració del complex conventual del Santuari de Maria-Radna, a Timisoara (Romania), a celebrar el 2 d'agost següent.

## Opinions

### Papat i Magisteri
Meisner fou conegut pel seu suport absolut al Papa i al Magisteri de l'Església. El Papa Joan Pau II li demanà que el visités quan es trobava ingressat a l'Hospital Gemelli de Roma. Meisner va tenir una relació molt propera amb el Papa Joan Pau II i és amic de fa molt de temps de Joseph Ratzinger, el Papa emèrit Benet XVI.
De Benet XVI digué que «[Benet XVI] té la intel·ligència de 12 professors i és tan pietós com un nen el dia de la seva primera comunió.»
Al 2009, Meisner "s'apropà al Benet en nom de diversos cardenals per demanar-li que treies el seu Secretari d'Estat, el cardenal Tarcisio Bertone". "D'acord amb una entrevista en el Frankfurter Rundschau, Meisner digué a Benet «Santedat, heu de fer que el cardenal Bertone dimiteixi! Té la responsabilitat, com en un govern secular.' D'acord amb Meisner, la responsabilitat de Benet va ser: «Escolteu-me clarament. Bertone seguirà! Prop, prou, prou.'"

### Relacions amb la seva diòcesi
Ulrich Harbecke, un antic periodista religiós de la televisió pública de Colònia, va escriure un llibre sobre el cardenal on s'afirmava que era «extremadament implacable»

### Cultura i litúrgia
«Quan la cultura se separa de l'adoració a Déu, el culte s'atrofia en el ritualisme i la cultura degenera», va dir Meisner durant la benedicció del nou museu d'art de la seva arxidiòcesi, el Kolumba, el 14 de setembre de 2007. La seva elecció de la frase entartete Kunst (art degenerat) va ser emprat com a títol de l'exhibició inaugurada per Adolf Hitler a Múnic el 19 de juliol de 1937, motiu pel qual es generà una gran reacció negativa.
Per un general es considera que les paraules de Meisner anaven dirigides contra el vitrall de la catedral de Colònia realitzada per Gerhard Richter, que havia estat revelada unes setmanes abans i que ell desaprovava.
Al 2010, durant la presentació de la cinquena edició del martirologi alemany, afirmà que segueix sent sorprenent com molts cristians van mantenir la seva fidelitat a l'Evangeli a Alemanya, tant sota els sistemes ateus del nacionalsocialisme i del comunisme.

## Obres notables
- Die Fürstin und der Kardinal - with Princess Gloria of Thurn and Taxis - (2008).[31] ISBN 9783451298714
- Bernd Schaefer. The East German State and the Catholic Church, 1945-1989.  Berghahn Books, 2010. ISBN 9781845457372.

## Honors
Gran Creu amb Placa i Cordó de la República Federal Alemanya – 2003
 Cavaller de l'orde Teutònic
 Gran condecoració d'honor en or de l'orde al mèrit de la República austríaca
 Gran Creu de l'orde al Mèrit de la República de Polònia – 2012 (en reconeixement de la seva contribució excepcional al desenvolupament de la cooperació germanopolonesa, com advocat pel salvament de l'art i la cultura a Polònia i per l'involucrament en la reconciliació germanopolonesa)
 Cavaller de III classe de l'orde del Lleó Blanc (República Txeca) – 1998